# Mont Novegno
 (décembre 2014).
Le mont Novegno est un sommet des Alpes italiennes s'élevant à 1 548 mètres d'altitude, situé dans la province de Vicence en Vénétie (Italie).

## Situation
À ses pieds, au sud, se trouve la ville de Schio, les reliefs voisins sont le Sengien au sud, le Cornetto, le Carega à l'ouest, le mont Summano à l'est, et l'on peut apercevoir la mer Adriatique. Le massif comprend aussi le Monte Praifora et le mont Jupiter ; en son sommet se trouve le plateau appelé le Busa.

## Histoire

### Première Guerre mondiale
Depuis 1916, la ligne de front passe par la vallée Proxina, le Val des Lacs et la montagne Laste. Le 16 mai, les Autrichiens du maréchal Conrad von Hötzendorf lancent une expédition punitive (Strafexpedition). Du 12 au 13 juin, le 16e régiment Kaiserjaeger, les 14e et 59e régiments d'infanterie autrichienne attaquent le Sojo d'Aspio, le Coston et la Côte d'Agra défendue par la 35e ou la 53e division d'infanterie italienne commandée par le général Petitti, qui subit de terribles pertes (404 morts, 2 283 blessés et 300 disparus). Une grande puissance de feu de l'artillerie autrichienne – 264 pièces dont des pièces de 305 – a fait perdre, entre le 17 et le 18 juin 1916, le Taljan, le Sojo d'Aspio et l'Albergo Fiorentini. Le 19, les Autrichiens occupent le Paso, le fort Campomolon, le mont Tararo ; le 21, le mont Majo, les lacs, le mont Selugio et le mont Tormeno. Le général Cardona avait décidé d'arrêter sur la ligne Pasubio-Novegno l'avancée ennemie sur Schio. La 11e armée impériale autrichienne se brisa sur les forts (forts Rion, Enna). Bataille du plateau d'Asiago. Cinquième bataille de l'Izonso.

### Seconde Guerre mondiale
Le Novegno est une terre de résistance contre les fascistes et les nazis de 1943 à 1945, comme toutes les petites Dolomites, où la population finit par se lever contre eux. Nazis et fascistes réprimèrent en plusieurs occasions la population civile. Dans une grande rigueur contre le Novegno, le 30 avril 1944, des unités du 3e bataillon du 12e régiment SS de police de Vérone y sont déléguées. En juin, la brigade partisane Garemi intensifie son activité. En réponse, passe le 263e bataillon de la Wehrmacht, commandé par le capitaine Fritz Buschmeyer, revenant de Russie et d'Ukraine. Les 16 et 18 juin, Bruno Brandellero, qui vient de Maran Vixentin, libère le poste de police où se trouvent Guido Vigoni et Renzo Ghisi. L'occupation se finit fin avril - début mai 1945.

## Économie
Actuellement, le mont Novegno est une réserve naturelle où se côtoient les chevreuils, les marmottes et les fleurs (gentianes, lys, pivoines rouges, cyclamens, hellébores) dans un ensemble boisé (hêtres et sapins) à deux pas de la ville.